# Véra Clouzot
Véra Clouzot, nome artístico de Véra Gibson-Amado (Rio de Janeiro, 30 de dezembro de 1913 - Paris, 15 de dezembro de 1960) foi uma atriz e roteirista brasileira que atuou em filmes franceses na década de 50, todos dirigidos pelo marido Henri-Georges Clouzot, sendo eles O Salário do Medo (1953), As Diabólicas (1955) e Les Espions (1957). Ela também co-escreveu o roteiro de La vérité (1960).
Era filha do advogado, escritor, jornalista e diplomata Gilberto Amado e de Alice do Rego Barros Gibson, esta filha de Alfred, neta de Henry Gibson, negociante inglês radicado no Brasil, sendo  prima do escritor Jorge Amado. Véra morreu em Paris em 1960 aos 46 anos, vítima de um ataque cardíaco. Ela está enterrada no Cemitério de Montmartre em Paris.

## Filmografia

### Atriz
- O Salário do Medo (1953) ... Linda
- As Diabólicas (1955) ... Christina Delassalle
- Les Espions (1957) ... Lucie

### Roteirista
La vérité (1960)